# Новое русское слово
«Но́вое ру́сское сло́во» — газета на русском языке, выпускалась в Нью-Йорке на бумаге с 1910 по 2010 год. Газета печатала новостную информацию и художественные произведения русских эмигрантов. В 2022 году она перезапустила свое онлайн-издание и сейчас является русскоязычным изданием о жизни в Соединенных Штатах.

## История газеты
Первый номер газеты вышел 15 апреля 1910 года. До 1920 года издавалась под названием «Русское слово». Таким образом, «Новое русское слово» (первый выпуск 20 августа 1920) является старейшей в мире непрерывно издававшейся газетой на русском языке.
До 10 апреля 2009 года газета выходила в ежедневном формате, с 17 апреля 2009 года — в еженедельном. Одновременно в газете появилось специальное приложение с переводами статей из газеты «Нью-Йорк Таймс» на русский язык.
C 1930-х годов — крупнейшее периодическое издание на русском языке в США. В 1921 году тираж составлял 32,4 тыс. экземпляров, в 1976 году — 26 тысяч, в 2006 году — 150 тыс.
По словам Н. А. Бородина, газета была «несомненно, наиболее приличной и умело ведомой русской газетой в Америке».
С газетой сотрудничали П. А. Берлин, Д. В. Константинов, М. В. Вишняк, Д. Ю. Далин, Л. Л. Домгер, Е. Д. Кускова, В. К. Завалишин, В. П. Некрасов, А. Э. Краснов-Левитин, Э. В. Лимонов.
Сергей Довлатов во второй части повести «Ремесло» вывел главного редактора Андрея Седых (Яков Моисеевич Цвибак) в сатирическом образе Боголюбова, название же самой газеты в повести изменено на «Слово и дело».
Газета была участником Всемирного конгресса русской прессы, входила во Всемирную ассоциацию русской прессы.
В 1990-е годы газета имела самый большой тираж среди иноязычной прессы США, опережая даже испаноязычные издания. В эти годы с изданием сотрудничали Константин Кузьминский, Владимир Козловский, Геннадий Кацов, Александр Генис, Михаил Эпштейн, Наталия Жукова (Козлова) и др.
С 2006 по 2008 год еженедельная версия газеты издавалась в Москве для распространения в России и других странах бывшего СССР.
Как писал Ян Рунов: «Агония длилась довольно долго: читатели замечали, что и рекламы в газете становилось всё меньше, и печатных материалов. Газета „худела“. Её покидали грамотные, популярные журналисты. Она становилась всё более убыточной». 10 апреля 2009 года вышел последний ежедневный номер. С 17 апреля газета стала выходить в качестве еженедельника, выпускаемого совместно с газетой «The New York Times» по пятницам.
В апреле 2010 года в Нью-Йорке торжественно было отпраздновано 100-летие газеты.
Перед своим закрытием в 2010 году газета совместно с редакцией «Нового журнала» стала учредителем литературной премии имени О. Генри «Дары волхвов».
В ноябре 2010 года было объявлено о приостановке выпуска газеты.

Увы, газета, которой в этом году исполнилось 100 лет, прекратила свою деятельность в ноябре. Руководство пообещало возобновить выпуск с нового года, но возобновит ли — вопрос открытый. Как координатор могу лишь поблагодарить газету за выполнение своих обязательств перед устроителями — она внесла свою лепту в призовой фонд.— Вадим Ярмолинец
По версии издателя Валерия Вайнберга — в связи с реорганизацией издания в ежедневник. По другой версии — в связи с финансовым крахом. Один из авторов «Нового Русского Слова» Анатолий Ясенник рассказал, что «Новое Русское Слово» было закрыто в связи с покупкой газеты украинским бизнесменом Вадимом Рабиновичем. О том что владельцем «Новое русское слово» был Вадим Рабинович сообщал и сайт «Радио Свобода».
В 2022 году была перезапущена онлайн-версия издания по адресу nslovo.com. Издатель — Юрий Моша.
Одной из последних новостей в газете «Новое русское слово» стала петиция для сбора подписей, авторы которой требуют санкций не только против Киркорова, но и против ряда других российских деятелей культуры и искусства.

## Редакторы
- И. К. Окунцов (1910—1920)
- А. И. Кречар (1920 — ?)
- Марк Вейнбаум (1922—1973)[4]
- И. Л. Дурмашкин
- Л. М. Пасвольский
- Марк Вильчур
- Юрий Сречинский
- Андрей Седых
- Л. Шакова
- Георгий Вайнер
- В. Вайнберг

## Награды
- Благодарность Президента Российской Федерации (21 июня 1999 года) — за многолетнюю активную деятельность и большой вклад в развитие русской прессы за рубежом[23].
- Почётная грамота Правительства Российской Федерации (20 мая 2010 года) — за большой вклад в сохранение русского языка и культуры, а также в дело консолидации соотечественников за рубежом[24].